# Dacrydium guillauminii
Dacrydium guillauminii là một loài thực vật hạt trần trong họ Thông tre. Loài này được J.Buchholz miêu tả khoa học đầu tiên năm 1949.